# Dante Pignatiello
Dante Pignatiello (Gaeta, 10 ottobre 1924 – Gaeta, 2 aprile 2000) è stato un giornalista italiano.

## Biografia
Iniziò a scrivere nel primo dopoguerra, a 22 anni nel giugno 1947, come pubblicista; l'esordio fu sul giornale romano Il Momento, ed altre testate. Nel 1967, chiamato da Renato Angiolillo e Gianni Letta, divenne corrispondente locale de Il Tempo. Fu attento testimone della vita della sua Gaeta e del comprensorio meridionale pontino, con migliaia di articoli e servizi sulle pagine provinciali e nazionali, nonché autore di scoop, alcuni dei quali di rilievo internazionale. Ricevutte numerosi riconoscimenti e premi giornalistici.
Rappresentò una firma riconosciuta ed accreditata nel campo dell'informazione per l'ampia conoscenza delle realtà e delle problematiche sulla sua città e dell'intero Sudpontino, cui quotidianamente dava un valido contributo per il suo sviluppo anche come operatore culturale.
È a Gaeta che svolse la sua attività nel campo del giornalismo della carta stampata, della radio e della televisione. Impegnato a tutti i livelli, fu corrispondente de Il Momento, del Corriere della Sera, de Il Mattino, de Il Giorno e de Il Messaggero, oltre che corrispondente per il Sudpontino dell'agenzia ANSA e della RAI.
Per oltre trent'anni è stato corrispondente del quotidiano Il Tempo, iscritto all'Ordine nazionale dal 1951, è uno dei decani del giornalismo provinciale. Fondatore della rivista Golfo Flash svolge un'intensa attività di operatore culturale.
Nel 1972 fu nominato cavaliere del lavoro. Autore anche di saggi ed inserti pubblicati su riviste, antologie culturali ed anche su enciclopedie italiane, raccolse nel volume Gaeta dossier 90 per le Edizioni Albatros articoli e servizi dal 1947 al 1991.